# Ravni Dabar
Ravni Dabar – wieś w Chorwacji, w żupanii licko-seńskiej, w gminie Karlobag. W 2011 roku pozostawała niezamieszkana.